# 九间廊桥
九间廊桥，位于江西省上饶市婺源县（旧属安徽省徽州府）赋春镇游汀村。
九间廊桥已列为婺源县文物保护单位。 